# Juillet 1817

## Événements
- 4 juillet : à Rome (New York), les travaux pour la construction du Canal Érié commence.

- 5 juillet, Madagascar : Radama Ier entre à Tamatave, à la tête de 30 000 soldats et soumet le roi Betsimisaraka, Jean-René[1]. Il lance sa première grande offensive vers l’est, soumet les Bezanozano et étend son autorité sur la région de Tamatave. Son armée entraînée par des instructeurs britanniques et équipée de fusils et de canons à petit calibres, vient à bout de toutes les résistances[2].

- 8 juillet :
  - Victoire navale des patriotes vénézuéliens à la bataille de Pagallos[3].
  - États-Unis : accord attribuant des terres aux Cherokees à l’Ouest et interdisant toute colonisation.

- 17 juillet :
  - Concordat du royaume de Piémont, prévoyant la restauration des tribunaux ecclésiastiques[4].
  - Les patriotes vénézuéliens conduits par Simón Bolívar prennent Angostura[5].

- 24 - 25 juillet : échec du soulèvement carbonariste de Macerata, dans les Marches pontificales[6]. La police parvient à infiltrer la Charbonnerie en Italie.

- 27 juillet, Serbie : assassinat de Karageorges. La Filikí Etería tente de remettre Karageorges à la tête de la Serbie à la place de Milos Obrenovic jugé trop favorable à la Porte, mais ce dernier fait assassiner Karageorges[7].

## Naissances
- 3 juillet : Léon Bouchaud, peintre français († 14 juillet 1868).
- 6 juillet : Rudolph Albert von Kölliker, biologiste suisse († 2 novembre 1905).
- 8 juillet : Louis Riffardeau de Rivière, sénateur du Cher († 31 août 1890).
- 12 juillet :
  - Alphonse Nothomb : homme politique belge († 14 mai 1898).
  - Henry David Thoreau, essayiste, mémorialiste et poète américain(† 6 mai 1862).
  - Paul Desains (mort en 1885), physicien français.
- 19 juillet : Charles Briot (mort en 1882), mathématicien français.
- 29 juillet :
  - Ivan Aïvazovski, peintre russe d'origine arménienne († 5 mai 1900).
  - Wilhelm Griesinger (mort en 1868), psychiatre allemand.

## Décès
- 14 juillet : Madame de Staël.
- 18 juillet : Jane Austen, écrivain britannique.